# Patrioten-Partei (Polen)
Die Patrioten-Partei war eine politische Partei im Polen-Litauen des 18. Jahrhunderts.

## Geschichte
Die Patrioten-Partei, auch Reform-Partei. entstand während des Großen Sejms von 1788 bis 1792. Der Name lehnte sich an die holländischen Patriotten an. Ziel der Reformpartei war die Aufstockung des stehenden Heeres auf 100.000 Mann, die Abschaffung des Ständigen Rats, des Liberum Veto und der Wahlmonarchie, sowie die Unabhängigkeit der polnisch-litauischen Politik vom russischen Zarenhof.
Die Patrioten-Partei hatte drei Flügel. Dem rechten Flügel gehörten u. a. Ignacy Potocki, Stanisław Kostka Potocki und Adam Kazimierz Czartoryski an, die einen propreußischen Kurs vertraten. Sie wollten eine Stärkung des Sejm und eine weitere Einschränkung der Königsmacht, wodurch sie zunächst in Konflikt mit König Stanislaus II. August Poniatowski gerieten. Ein Ausgleich mit dem König kam 1790 zustande, als Ignacy Potocki zum mittleren Flügel der Partei unter Stanisław Małachowski wechselte. Den linken Flügel repräsentierte den Kleinadel und das Bürgertum. Federführend war Hugo Kołłątaj. Der linke Flügel trat für gesellschaftliche Reformen ein. Er arbeitete mit der Kuźnica Kołłątajowska und den Jakobinern zusammen.